# 今治市立大島中学校
今治市立大島中学校（いまばりしりつ おおしまちゅうがっこう）は、今治市吉海町に存在する公立中学校である。

同校は2015年4月1日、今治市立吉海中学校の跡地に開校した。

## 沿革

### 開校前
- 2012年(平成24年)
  - 11月27日 - 同校の統合準備会を設立[2]。
- 2013年(平成25年)
  - 2月26日 -- 同校の校名候補を選定[3]。
  - 11月6日 -- 同校の校章を制定[4]。
- 2014年(平成26年)
  - 11月13日 - スクールバスの基本運行方針を決定[5]。
- 2015年(平成27年)
  - 2月16日 -- 吉海と宮窪の両中学校統廃合後の同校在校生予定者に向けて校歌を披露[6]。
  - 3月18日 -- 今治市立宮窪中学校の閉校式を挙行[1]。

### 開校後
- 2015年(平成27年)
  - 4月1日 --- 今治市立吉海中学校と今治市立宮窪中学校が統合し、今治市立大島中学校が開校[7]。
  - 4月8日 −−− 同校最初の新任式と始業式を挙行[7][8]。
  - 4月9日 --- 同校の開校式および同校第1回入学式を挙行[7]。
  - 9月12日 -- 第1回秋季大運動会で同校の校旗を披露[7]。
  - 11月10日 - 同校の軟式野球部が愛媛県新人体育大会で優勝し、四国大会に出場[7]。
- 2016年(平成28年)
  - 1月27日 -- 同校の軟式野球部が、今治市スポーツ優秀団体賞を受賞[7]。
  - 3月17日 -- 同校の第1回卒業証書授与式を挙行[7]。

### 歴代校長
| 代数 | 氏名      | 発令年月日               | 前職                           | 後職                   | 脚注         |
| ---- | --------- | ------------------------ | ------------------------------ | ---------------------- | ------------ |
| 01   | 村上0克志 | 2015年（平成27年）4月1日 | 今治市立宮窪中学校校長         | 今治市立北郷中学校校長 | [ 9 ] [ 10 ] |
| 02   | 田中0和英 | 2018年（平成30年）4月1日 | 上島町教育委員会学校教育課課長 | 現職                   | [ 10 ]       |

## 象徴

### 校章
- 提案者は、2013年(平成25年)度の今治市立吉海中学校在校生の小笠原明香である[4]。
- 吉海と宮窪の両中学校の特徴を合わせ、両校を尊重したデザインで、鋭さとやわらかさのあるデザインである[4]。

### 校歌
- 作詞者は、広島県広島市出身で愛媛大学教育学部教授の三浦和尚である[6][11]。
- 作曲者は、愛媛大学教育学部音楽科教育教授で愛媛大学教育学部附属小学校校長の田邉隆である[6][11]。
- 歌詞は2番まであり、各番の中盤で学校名が入ったサビを反唱する[6][11]。
- ト長調で歌われている[11]。

## 部活動

### 活動中の運動部
- 男子
  - 軟式野球部
  - 男子陸上部
  - 男子卓球部
  - 男子剣道部
  - 男子ソフトテニス部
- 女子
  - 女子陸上部
  - 女子卓球部
  - 女子剣道部
  - 女子ソフトテニス部
  - 女子バレーボール部

## 学区

### 今治市立吉海小学校
- 特別な事情がない限り、今治市立吉海小学校に在籍していた児童全員が同校に進学することとなっている[注 1]。以下に、同小学校の学区を構成する地域を列挙する[12]。
- 吉海町幸新田
- 吉海町正味
- 吉海町田浦
- 吉海町津島
- 吉海町泊
- 吉海町名駒
- 吉海町仁江
- 吉海町福田
- 吉海町本庄
- 吉海町南浦
- 吉海町名
- 吉海町椋名
- 吉海町八幡

### 今治市立宮窪小学校
- 特別な事情がない限り、今治市立宮窪小学校に在籍していた児童全員が同校に進学することとなっている[注 2]。以下に、同小学校の学区を構成する地域を列挙する[12]。
- 宮窪町宮窪
- 宮窪町友浦
- 宮窪町早川
- 宮窪町余所国
- 宮窪町四阪島